# 滑川市立西部小学校
滑川市立西部小学校（なめりかわしりつ せいぶしょうがっこう）は富山県滑川市にある公立小学校。

## 沿革
- 1874年7月9日 - 沖田新、上島、上島新、上梅沢、有金、大門、下梅沢、菰原、江尻の9ヶ村によって廉平小学校創設。校名は清廉公平という意味で、中国の古典「史記」「説苑」等からとられた。校舎は下梅沢の民家を借用[2]。
- 1881年7月 - この頃までに民家や仏願寺へ3度校舎を移転している[2]。
- 1887年5月 - 上梅沢村に校舎を新築し移転。当初は敷地477坪（1,576.81m2）、木造2階建て、1階54坪（178m2）、2回48坪（158.67m2）で、教室は3教室のみであった[3]。
- 1889年頃 - 廉平小学校が西加積小学校と改称[4]。
- 1892年10月 - 西加積小学校に高等科を併置し、西加積尋常高等小学校に改称[5]。
- 1922年3月 - 下梅沢に西加積尋常高等小学校新校舎完成。新校舎は木造瓦葺平屋建て611坪（2,019.78m2）、敷地面積1,778坪（5,877.53m2）、校舎は正面玄関から講堂に至る廊下を中心にして左右対称形になっており、中央廊下の両側が中庭であった。建設当初の教室は左右に各4室と玄関右側に2室で、合計10室であった。新校舎への移転は学年末を利用して行い、入学式は新校舎にて行った[6]。
- 1926年7月 - 西加積尋常高等小学校に青年訓練所設置[7]。
- 1927年3月 - 校庭拡張のため258坪（852.87m2）の土地を買収[8]。
- 1930年 - 西加積小学校に泰安殿設置[8]。
- 1932年 - 校舎裏に55坪の土地を買収して、農具舎、畜舎などを新設。これにより学校用地は2,091坪（6,912.21m2）となった[9]。
- 1935年4月1日 - 校内に併設されていた西加積農業補修学と西加積青年訓練所を統合し、西加積青年学校が発足[9]。
- 1941年4月 - 西加積国民学校と改称[10]。
- 1947年4月1日 - 西加積小学校に改称[10]。
- 1960年5月 - 西加積小学校に幼児学級併設[11]。
- 1976年8月 - 現校舎が総工費3億3,780万円にて着工[12]。
- 1977年4月5日 - 西加積小学校より改めた滑川市立西部小学校が一部を除き完成[13][14]。この時点で普通教室13室などが完成しており、図書室や音楽室などの特殊教室は同年7月に、体育館は1978年度完成予定となっていた[12]。

なお、旧西加積小学校校庭は1978年3月に西加積幼稚園が設置され、旧校舎には1980年3月に西加積公民館が設置された。同年4月には旧校舎東方にテニスコートが完成している。その後、1991年6月21日に西加積村農協の倉庫を全面改築した新公民館が竣工。これに伴い同年7月30日に旧公民館を取り壊し、跡地を整備して地主に返還された。その付属建物（旧西加積村役場土蔵）は加積郷神社の収蔵庫の横に解体移築された。

## 通学区域
上小泉、上梅沢、下梅沢の一部、上島、沖田新下島の一部、有金、江尻、上小泉団地、宮窪台、田中新町の一部、有金新町、有金東台、デイズイン上梅沢、下梅沢元気タウン

## 進学先
- 滑川市立滑川中学校

## 周辺
- 国道8号